# Alberto Talegalli
Alberto Talegalli, né à Pincano, une frazione de Spolète, le 2 octobre 1913 et mort à Fossato di Vico le 17 juillet 1961, est un acteur italien. 

## Biographie
Alberto Talegalli a tourné 37 films entre 1952 et 1961.
Actif au théâtre et à la radio, il est mort prématurément dans un accident de la route.

## Filmographie partielle
- 1952 : 
  - Cinque poveri in automobile de Mario Mattoli
  - Heureuse Époque (Altri tempi - Zibaldone n. 1) d'Alessandro Blasetti
- 1953 :
  - Siamo tutti inquilini de Mario Mattoli
  - Deux Nuits avec Cléopâtre de  Mario Mattoli
  - Une fille formidable  (Ci troviamo in galleria) de Mauro Bolognini
- 1954 : 
  - Café chantant de Camillo Mastrocinque
  - Femmes damnées de Giuseppe Amato
  - Ridere! Ridere! Ridere! d'Edoardo Anton
- 1958 : Trois Étrangères à Rome de Claudio Gora
- 1960 :
  - Je cherche une maman de Mario Mattoli
  - Chi si ferma è perduto de Sergio Corbucci
  - Incorrigibles Parents (Genitori in blue-jeans) de Camillo Mastrocinque
- 1961 : À huis clos (A porte chiuse) de Dino Risi